# Lars-Owe Carlberg
Lars-Owe Carlberg, född 31 augusti 1923 i Karlskrona, död 23 juli 1988 i Eslöv, var en svensk inspelningsledare, produktionsledare och producent.
Carlberg började arbeta som inspicient i mitten av 1940-talet. Han knöts till Sandrews som inspelningsledare under hela 1950-talet. 1960 flyttade han över till AB Svensk Filmindustri och har där samarbetat med Ingmar Bergman i ett flertal produktioner.

## Filmografi

### Roller i urval
- 1958 – Kostervalsen
- 1964 – För att inte tala om alla dessa kvinnor
- 1971 – Beröringen
- 1973 – Viskningar och rop

### Producent i urval
- 1965 – Att angöra en brygga
- 1966 – Yngsjömordet
- 1969 – Riten
- 1969 – Fårödokument
- 1976 – Ansikte mot ansikte

## Teater

### Roller
| År   | Roll | Produktion                 | Regi            | Teater      |
| ---- | ---- | -------------------------- | --------------- | ----------- |
| 1948 | Stop | Gröna hissen Avery Hopwood | Martha Lundholm | Vasateatern |